# Alena Kučerová
Alena Kučerová (* 28. dubna 1935 Praha) je česká grafička.

## Život
Alena Kučerová se narodila na Vinohradech v Praze. Otec byl obchodní zástupce textilních firem, uměl dobře německy a cestoval. Měl sbírku obrazů významných umělců 19. století. Působil také jako profesionální fotbalista v klubu FC Lyon. Po roce 1948 se skrýval v ilegalitě a působil jako agent-chodec. Roku 1953 byl zatčen a odsouzen k trestu smrti, který mu byl později zmírněn na 25 let žaláře. Alena od třinácti let žila pouze s matkou. Později byla zatčena i její matka a po dva roky žila sama pouze s mladším bratrem Josefem. Otec byl vězněn ve Valdicích, Leopoldově, Ruzyni a v Jáchymově a byl propuštěn roku 1965, když onemocněl rakovinou a krátce poté zemřel.
Studovala nejprve na Vyšší škole bytového průmyslu (1950–1954) a poté na Vysoké škole uměleckoprůmyslové v Praze v ateliéru profesora Antonína Strnadela (1954–1959). Studium po politických prověrkách předčasně, ale řádně ukončila. Mezi její spolužáky a přátele ve škole patřil Antonín Tomalík a Rudolf Volráb. Ještě během studií se seznámila se sklářským výtvarníkem a pozdějším manželem Vladimírem Kopeckým.
V roce 1961 ji přivedla do skupiny UB 12 její blízká přítelkyně Adriena Šimotová. Alena Kučerová měla ateliér v pražské Řásnovce, ale po restituci domu a záminkou rekonstrukce musela roku 1996 ateliér opustit. Při nešetrném vystěhování dělníci zničili její tiskařský lis, který byl pro ni nenahraditelný. Přestěhovala se do domku po prarodičích ve Lhotě a s tvorbou grafiky definitivně skončila.
Jejím bratrem je jazzový saxofonista Joe Kučera, který roku 1969 emigroval přes Jugoslávii a Vídeň do Německa.
Ačkoliv v Československu nesměla oficiálně vystavovat, mohla obesílat alespoň některé zahraniční přehlídky, kde také získala řadu ocenění.

### Ceny
- 1965 Biennale des Jeunes Paříž, mention d'honneur
- 1967 Cena Svazu československých spisovatelů
- 1967 Premio internazionale Biella per l’incisione
- 1968 Cena mezinárodního bienále mladých, Bratislava
- 1997 Cena Vladimíra Boudníka, Nadace Inter-Kontakt-Grafik

### Členství v uměleckých spolcích
- 1962–1965 UB 12
- 1992 Umělecká beseda

## Dílo

### Perforovaný bod
V roce 1963 poprvé zapojila do svých grafik nový technický prvek – perforovaný bod. Pracovala s ním různě – nejdříve samostatné perforované body kombinuje se suchými jehlami, později spojuje do čar a linií, jindy z nich vytváří geometrický rastr. Nová technika si vymínila i změnu matric. Drahé zinkové plechy nahradila levným konzervovým plechem z pocínovaného železa, který umožňuje dosáhnout plastičnosti reliéfu. Od roku 1965 také poprvé vedle svých grafik vystavuje jako svébytná umělecká díla i použité matrice.

### Tvorba v 60.–80. letech
V grafických listech z druhé poloviny 60. let se zaměřila na zobrazování člověka ve zcela běžných až banálních životních situacích. Část grafik věnovala tématu moře, vzpomínkám na pláže, černomořské pobřeží a dynamiku vln. Celá 70. a 80. léta se k těmto tématům příležitostně vracela. V roce 1967 se podílela na výzdobě československého pavilonu pro Expo v Montrealu, pro který navrhla skleněnou vitráž. V době, kdy byl normalizační tlak nejsilnější, ztratila Kučerová jakoukoli možnost vystavovat. Uchýlila se do svého nového ateliéru na pražském Starém Městě, který získala od Václava Boštíka, a začala se zabývat žánrovými tématy, v jejich grafikách se objevuje motiv zvířat.
V 80. letech nahrazuje figuraci tématem krajiny. Autorka ji totiž vnímá a prožívá ze sedla svého koně. Na počátku 90. let se její tvorba zásadně proměnila. Vizuální obraz krajiny v grafikách zredukovala a rozložila na elementární části a začala se soustřeďovat na samotný detail. Kučerová se také vrací k dílu německého básníka Christiana Morgensterna, jehož poezii poprvé ilustrovala ještě v dobách svých studií.

### Odchod z Prahy
V roce 1996, kdy nešťastnou souhrou okolností přišla o svůj pražský ateliér a zároveň o svůj tiskařský lis, s grafikou skončila. Natrvalo odešla z Prahy a žije v naprostém soukromí na venkově. Zásadní životní změna se zákonitě odrazila také v charakteru další její tvorby. Pracuje na rozsáhlém souboru závěsných asambláží, v nichž podobně využívá nejchudší materiál, který nalézá ve svém okolí. Namísto dírkovaných otvorů zde pracuje s body vytvořenými zatlučenými hřebíčky, pracuje s proutky, prkny a starými kartony, a vrací se i k výrazné barevnosti.

### Výstavy

#### Autorské
- 1965/1966 Alena Kučerová: Grafika, Galerie na Karlově náměstí, Praha
- 1967 Alena Kučerová: Grafika, Galerie Jaroslava Krále, Brno
- 1967 Alena Kučerová: Grafika, Jednotný závodní klub ROH, výstavní síň, Ústí nad Orlicí
- 1975 Alena Kučerová: Grafika, Minigalerie Výzkumného ústavu veterinárního lékařství, Brno
- 1981 Alena Kučerová: Grafika, plechy, Sovinec
- 1981 Alena Kučerová: Grafika a plechy, Ústav makromolekulární chemie (ÚMCH), výstavní síň, Praha
- 1982 Alena Kučerová: Grafika z let 1961–1981, Dům pánů z Kunštátu, Kabinet grafiky, Brno
- 1983 Alena Kučerová: Grafika, Oblastní galerie v Liberci, Liberec (Liberec)
- 1985 Alena Kučerová: Grafika, Těšínské divadlo, foyer, Český Těšín
- 1985 Alena Kučerová: Nové listy, Ústav makromolekulární chemie (ÚMCH), výstavní síň, Praha
- 1986 Alena Kučerová: Grafika, Galerie Vincence Kramáře, Praha
- 1988 Alena Kučerová: Grafika, Galerie pod podloubím, Olomouc
- 1988 Alena Kučerová: Grafika a plechy, Ateliér Josefa Chloupka, Brno
- 1990 Alena Kučerová: Grafika, plechy, Staroměstská radnice, Praha
- 1991 Alena Kučerová, Výstavní síň U Zeleného věnce, Olomouc
- 1992 Alena Kučerová: Grafika, Divadlo hudby OKS, Olomouc, Galerie Via Art, Praha
- 1994 Koně Aleny Kučerové v grafice, Galerie na mostě, Hradec Králové
- 1997 Alena Kučerová: Krajiny, Divadlo Labyrint, Praha
- 1998 Cena Vladimíra Boudníka 1997 – 3. ročník, Staroměstská radnice, Praha
- 1998/1999 Alena Kučerová: Grafika, Galerie Pecka, Praha, Grafika / Prints, Dům umění, České Budějovice
- 1999 Alena Kučerová: ...ze Lhoty, Galerie Pecka, Praha
- 2001 Alena Kučerová: Grafika, Galerie Šternberk
- 2002 Alena Kučerová: Grafika a plechy, Rožmberský dům, Soběslav
- 2004 Alena Kučerová: Retrospektiva, Galerie Klatovy / Klenová
- 2005 Alena Kučerová: Kaltes Wasser, Tschechisches Zentrum Wien (České centrum Vídeň)
- 2005 Alena Kučerová, Výstavní síň Sokolská 26, Ostrava
- 2005 Alena Kučerová: Grafika, Galerie moderního umění v Hradci Králové
- 2005 Alena Kučerová, Galerie Pecka, Praha
- 2005 Alena Kučerová: In camera: Type A – Type B, Galerie Anderle, Kabinet grafiky, Praha
- 2006/2007 Alena Kučerová, Dům umění města Brna
- 2007 Alena Kučerová: Přehled / Summary. Grafiky, plechy, objekty / Prints, metal plates, objects, Dům U Kamenného zvonu, Praha
- 2014 Alena Kučerová, Galerie U Betlémské kaple, Praha
- 2015 Alena Kučerová: Postup, Topičův klub Topičova salonu, Praha
- 2016 Alena Kučerová: Práce na papíře ze sbírek GASK / Works on paper from the GASK collection, Galerie Středočeského kraje (GASK), Kutná Hora

#### Společné (výběr)
Společné výstavy od roku 1962 (několik set) – podrobně viz abART
- 2017 GENERATION ONE : První generace české postmoderny, Zámecký pivovar Litomyšl, 16. 6. – 6.7. 2017, kurátoři: David Železný a Federico Díaz, pořadatel: BOHEMIAN HERITAGE FUND a Cermak Eisenkraft[4]

### Monografie
- Alena Kučerová, 288 s., Galerie Pecka, Praha 2006, ISBN 80-902285-7-7

### Katalogy
- Alena Kučerová: Grafika, 1967, Zemina J, autorský katalog 16 s., Český fond výtvarných umění, Brno
- Alena Kučerová: Grafika a plechy, 1981, Zemina Jaromír, kat. 4 s., ÚMCH Praha
- Alena Kučerová: Grafika z let 1961 - 1981, 1982, Hockeová Jiřina, kat. 16 s., Dům umění města Brna
- Alena Kučerová: Grafika, 1986, Valoch J, autorský katalog 16 s., Svaz českých výtvarných umělců, Brno
- Alena Kučerová: Grafika, plechy, 1990, Larvová H, autorský katalog 50 s., Agentura AZ Praha
- Alena Kučerová: Grafika, 1992, Boháčová Yvonna, 4 s., Divadlo hudby OKS, Olomouc
- Alena Kučerová: Grafika, 2005, Příkazská Petra, kat. 24 s., GMU v Hradci Králové
- Alena Kučerová: Postup, 2015, Šiklová Lucie, kat. 16 s., Spol. Topičova salonu Praha
- Alena Kučerová: Práce na papíře ze sbírek GASK / Works on paper from the GASK collection, 2016, Kučerová Alena, Primusová Adriana, GASK Kutná Hora